# Рыжов (село)
Рыжов (укр. Рижів) — село в Чудновском районе Житомирской области Украины.
Население по переписи 2001 года составляет 137 человек. Село занимает площадь 0,825 км².

## Местный совет
Село Рыжов входит в состав Дрыгловского сельского совета.
Адрес местного совета: 13210, Житомирская область, Чудновский р-н, с. Дрыглов, ул. Октябрьская, 9.